# Wasserkraftwerk (Włocławek)
Das Wasserkraftwerk in Włocławek ist das größte Laufwasserkraftwerk in Polen, mit dem an der Weichsel der Stausee Jezioro Włocławskie entstand. Zuerst sollte dieses Wasserkraftwerk ein Teil einer Kaskade an der unteren Weichsel sein, aber die anderen Staudämme wurden nicht gebaut.

## Geschichte
Die Staustufe wurde in den Jahren 1962–1970 gebaut. Das Wasserkraftwerk in Włocławek wurde zuerst von dem Zespół Elektrowni Wodnych Okręgu Północnego in Straszyn verwaltet. 1973 wurde das Rejon Elektrowni Wodnych Włocławek (REWW) gegründet. 1976 wurde das REWW wieder aufgelöst und das Wasserkraftwerk wurde von dem Stromversorgungsunternehmen Zakład Energetyczny Toruń übernommen. Am 1. März 1998 wurde das Unternehmen Elektrownia Wodna we Włocławku sp. z o.o. (deutsch: Wasserkraftwerk in Włocławek GmbH) gegründet, das offiziell bis zum 12. März 2013 existierte. Nach jahrelangen zahlreichen Restrukturierungsprozessen der Gesellschaften des Energiekonzerns Energa wurde für das Wasserkraftwerk in Włocławek die Tochtergesellschaft Energa Wytwarzanie SA zuständig.

## Technische Daten
- Fluss: Weichsel
- Gewässerkilometer: 674,850
- Bauzeit: 1962–1970
- Stauwerk-Höhenlage: 57,30 m ü. Meer
- Durchschnittliche Fallhöhe: 8,80 m
- Anzahl der Hydrogeneratoren: 6
- Turbinentyp: Kaplan-Turbinen
- Installierte Leistung: 160,2 MW
- Installierte Durchflussmenge: 2190 m³/s
- Durchschnittliche Stromproduktion: 739 GWh/a

## Technische Probleme
Nach dem Bau der Staustufe und des gesamten Wasserkraftwerks im Jahr 1970 wurde die Betriebszeit des Staudamms für 10–15 Jahre vorgesehen. In dieser Zeit sollten an der unteren Weichsel weitere Staudämme (Wasserkraftwerke) gebaut werden. Aufgrund wirtschaftlicher Probleme mangelte es am Geld, um die restlichen Kraftwerke zu bauen. Der Staudamm steht also bis heute allein, obwohl sich sein technischer Zustand verschlechtert.
Erst Anfang der 1990er Jahre machte man auf das Zustandsproblem des Staudamms Aufmerksam. Es wurden dann die ersten Berichte veröffentlicht, die besagten, dass die Struktur kippen und eine große Katastrophe verursachen könnte. Um den Einsturz des Staudamms zu verhindern und die veraltete Konstruktion zu entlasten, wurde geplant, in Nieszawa ein Wasserkraftwerk zu errichten. 2012 wurde beschlossen, auf diesen Standort zu verzichten und einen zusätzlichen Staudamm (Wasserkraftwerk) bei Kilometer 708 der Weichsel in Siarzewo zu erbauen.
Die Umbauten und Renovierungen des Staudamms in Włocławek kosteten 115 Millionen Złoty und wurden nach 3 Jahre dauernden Bauarbeiten im Jahr 2015 beendet. Dies löste jedoch das Problem der Flussbetterosion entlang der Weichsel nicht. Der Bau einer zusätzlichen Staustufe in Siarzewo hat noch nicht begonnen. Im Jahr 2017 wurde davon ausgegangen, dass die Bauarbeiten im Jahr 2020 beginnen könnten, sofern alle erforderlichen Verwaltungsentscheidungen getroffen würden. Dann sei eine Fertigstellung im Jahr 2025 möglich. Nicht alle Wissenschaftler befürworteten das Bauprojekt der neuen Staustufe. Erst am 10. Oktober 2023 beschloss der polnische Ministerrat im Rahmen des Mehrjahresprogramms „Bewirtschaftung der Unteren Weichsel“ den Bau der Staustufe bei Siarzewo mit Schleuse sowie Wasserkraftwerk bis 2032 und stellte dafür Investitionsmittel von 7,5 Milliarden Złoty bereit. Als Investor soll der Staatliche Wasserwirtschaftsbetrieb Polnische Gewässer (Państwowe Gospodarstwo Wodne Wody Polskie) auftreten.

## Bau des Wasserkraftwerks und sein Einfluss auf die Umwelt

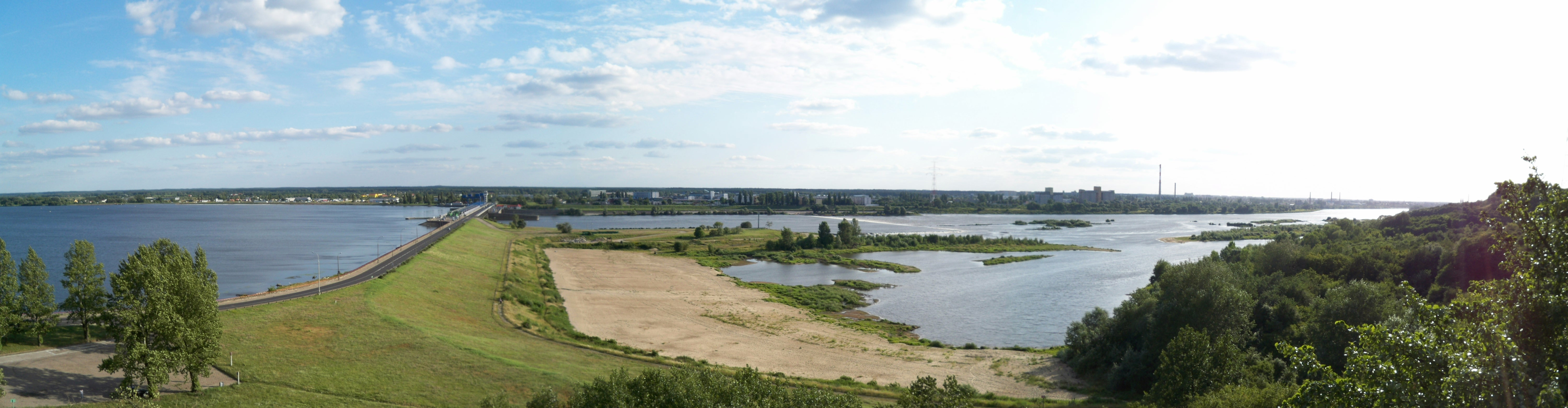
Staudamm – Gesamtansicht

Der Stausee wurde auf dem Gelände eines ehemaligen natürlichen Flusssystems gebaut, das immer noch an der Weichsel zwischen Wyszogród und Płock zu finden ist. Die Überschwemmung dieses Teils des Flusses führte zum Verlust vieler wertvoller Lebensgemeinschaften von Pflanzen und Tieren in dieser Umgebung.
In Folge des Baus des Wasserkraftwerks kam die Wanderung der anadromen Fische das Weichsel-Becken hinauf fast völlig zum Erliegen. Der Bau der Fischtreppe beim Staudamm hat dieses Phänomen aus mehreren Gründen nicht verhindert. Während des letzten Umbaus des Staudamms wurde auch die Fischtreppe umgebaut. Laut der für ihren Betrieb zuständigen Person funktioniert sie viel besser als die alte Konstruktion. Ein Computersystem scannt, kontrolliert und registriert alle durchschwimmenden Fische und sammelt die Daten über ihre Menge und Art. Außer negativen Auswirkungen des Baus gibt es auch positive Umweltveränderungen für das Gelände um den Staudamm. Die Stauanlage verbesserte die Wasserversorgung von Gebieten mit geringem Niederschlag. Es wird allgemein angenommen, dass die Energie aus dem Staudamm sauber ist, weil sie keine Gift- oder Treibhausgase emittiert.
Laut einigen für den Umweltschutz kämpfenden Aktivisten (u. a. Adam Wajrak), ist der Staudamm jedoch nicht ökologisch. Einige behaupten auch, dass das Wasserkraftwerk in Włocławek hinsichtlich der Treibhausgasemissionen erhebliche Auswirkungen auf die Umwelt hat, da es aufgrund einer Menge an organischer Substanz im Speicher etwa 400 mg/m² Methan pro Tag emittiert.

## Umbau der Fischtreppe
Im Jahr 1970, ein Jahr nach dem Ende des Staudammbaus, wurde eine aus 33 Kammern bestehende Fischtreppe mit einem Durchfluss von 0,935 m³/s in Betrieb genommen. Die Forschungen in den Jahren 1971–1974 zeigten, dass Fische die Treppenstufe überschreiten können, jedoch ist die Anzahl der die Fischtreppe verwendenden Meerforellen im Verhältnis zur Größe der Herde unverhältnismäßig gering. Der Zustand der Fischtreppe hat sich im Laufe der Zeit verschlechtert. In den ersten zwei Jahren ihres Betriebs verursachte die Tiefenerosion des Flussbetts die Bodensenkung um 2,5 m. Die Situation sollte durch eine am Eingang zur Fischtreppe errichtete Steinschwelle, die die Erosion stoppen soll, verbessert werden. Die Forschungen aus den Jahren 1998–2004 zeigten aber, dass diese Lösung den Zugang zur Fischtreppe verschlechtert hat. Infolgedessen konnten nur 3,5 % der Fische, die in die Fischtreppe hineingingen, diese völlig durchschwimmen.
2014 wurde die Fischtreppe umgebaut, was laut Wasserwirtschaftsbehörde die Migration von Meerforellen und Zährten verbesserte. Die neue Fischtreppe besteht aus 60 Kammern, einem Durchfluss von 0,59 m³/s und einer Neigung zwischen den Kammern von 0,22 m (zum Vergleich betrug die Neigung in der alten Fischtreppe 0,4 m).

### Fischmonitoring
Zum Monitoring der Fischmigration wurden entsprechende Geräte installiert. Eines davon ist das in der 49. Kammer installierte Fischmessgerät Riverwatcher, das aus zwei parallel zueinander hingestellten Platten besteht. Sie senden oder empfangen Infrarotlichtstrahlen. Ein zwischen den Platten durchschwimmender Fisch kreuzt die Lichtstrahlen. Daher ist seine Form bekannt. Das Messgerät ist auch mit einer Kamera ausgestattet. Das zweite Überwachungsgerät ist eine Fischfalle, die in der 60. Kammer installiert ist. Die Fischtreppe ist zusätzlich mit einer Rohrleitung ausgestattet, die Fische in die Fischfalle lockt. Um die korrekten Migrationsbedingungen zu gewährleisten, sollte die Fischtreppe gemäß den „Anweisungen für die Nutzung der Fischtreppe auf der Staustufe in Włocławek“ betrieben werden.
Für den ordnungsgemäßen Betrieb der Fischtreppe ist Folgendes erforderlich:
- ständige Überprüfung des Wasserstandes in den Wasserstandsmessern,
- Steuerung der Wassereingangspunkte in die Fischtreppe,
- Steuerung des Wassereingangs in die anlockende Rohrleitung,
- Steuerung der Strukturteile innerhalb der Fischtreppe.